# Roumanie au Concours Eurovision de la chanson
La Roumanie a participé au Concours Eurovision de la chanson, de sa trente-neuvième édition, en 1994, jusqu'à sa soixante-huitième édition en 2023 et ne l'a jamais remporté .

## Débuts
Le pays fit sa première tentative pour participer au concours, en 1993. Cette année-là, à la suite de la chute du Rideau de fer et à la dislocation de la Yougoslavie, l’UER élargit le nombre maximum de pays participants, le faisant passer de vingt-trois à vingt-cinq. Mais seuls les vingt-deux pays ayant participé à l’édition 1992 du concours obtinrent d’emblée une place en finale.  L’UER décida que les trois dernières places seraient attribuées via une présélection, qui serait organisée par la télévision publique slovène : Kvalifikacija za Millstreet<.
Kvalifikacija za Millstreet (en français : Qualification pour Millstreet) détient la particularité d’avoir été la toute première présélection de l’histoire du concours. Elle se déroula le samedi 3 avril 1993, à Ljubljana, en Slovénie. Sept pays y participèrent : la Bosnie-Herzégovine, la Croatie, l’Estonie, la Hongrie, la Roumanie, la Slovaquie et la Slovénie. 
Finalement, seules la Bosnie-Herzégovine, la Croatie et la Slovénie se qualifièrent. L’Estonie, la Hongrie, la Roumanie et la Slovaquie durent attendre 1994 pour faire leurs débuts.

## Participation
Depuis 1994, la Roumanie a manqué plusieurs éditions du concours. 
En 1995, le pays fut relégué, à la suite des résultats obtenus l'année précédente. En 1996, l'UER instaura une épreuve de présélection, au terme de laquelle la Roumanie fut éliminée. En 1997, 1999 et 2001, le pays fut à nouveau relégué, à la suite des résultats obtenus les années précédentes. En 2016, l'UER annonça l'exclusion de TVR de ses services, à la suite du non-paiement d'une dette de 16 millions de francs suisses. Cette décision provoqua de fait la disqualification du participant roumain choisi initialement, Ovidiu Anton avec le titre « Moment Of Silence ». En 2024 le pays se retira pour des motifs financiers.
Depuis l'instauration des demi-finales, en 2004, la Roumanie a manqué la finale à quatre reprises : en 2018, 2019, 2021 et 2023.

## Résultats
La Roumanie n'a encore jamais remporté le concours. 
Le meilleur classement du pays en finale demeure jusqu'à présent les troisièmes places de Luminiţa Anghel en 2005, et de Paula Seling et Ovi en 2010. En demi-finale, la Roumanie a terminé à la première place en 2005, à la deuxième place en 2014, et à la troisième place en 2012 .
Le pays n'a jamais terminé à la dernière place, il obtenu cependant un nul point en demi-finale, en 2023.

## Pays hôte
La Roumanie n'a encore jamais organisé le concours.

## Représentants
| Édition              | Année | Artiste(s)                    | Chanson                  | Langue(s)                                            | Traduction française         | Finale                                                 | Finale                                                 | Demi-finale                                            | Demi-finale                                            |
| Édition              | Année | Artiste(s)                    | Chanson                  | Langue(s)                                            | Traduction française         | Place                                                  | Points                                                 | Place                                                  | Points                                                 |
| -------------------- | ----- | ----------------------------- | ------------------------ | ---------------------------------------------------- | ---------------------------- | ------------------------------------------------------ | ------------------------------------------------------ | ------------------------------------------------------ | ------------------------------------------------------ |
| 38e                  | 1993  | Dida Drăgan                   | Nu pleca                 | Roumain                                              | Ne t'en va pas               |                                                        |                                                        | 07                                                     | 38                                                     |
| 39e                  | 1994  | Dan Bittman                   | Dincolo de nori          | Roumain                                              | Par delà les nuages          | 21                                                     | 14                                                     |                                                        |                                                        |
| Relégation en 1995.  |       |                               |                          |                                                      |                              |                                                        |                                                        |                                                        |                                                        |
| 41e                  | 1996  | Monica Anghel et Sincron      | Rugã pentru pacea lumii  | Roumain                                              | Prière pour la paix du monde |                                                        |                                                        | 29                                                     | 11                                                     |
| Relégation en 1997.  |       |                               |                          |                                                      |                              |                                                        |                                                        |                                                        |                                                        |
| 43e                  | 1998  | Mălina Olinescu               | Eu cred                  | Roumain                                              | Je crois                     | 22                                                     | 06                                                     |                                                        |                                                        |
| Relégation en 1999.  |       |                               |                          |                                                      |                              |                                                        |                                                        |                                                        |                                                        |
| 45e                  | 2000  | Taxi                          | The Moon                 | Anglais                                              | La lune                      | 17                                                     | 25                                                     |                                                        |                                                        |
| Relégation en 2001.  |       |                               |                          |                                                      |                              |                                                        |                                                        |                                                        |                                                        |
| 47e                  | 2002  | Monica Anghel et Marcel Pavel | Tell Me Why              | Anglais                                              | Dis-moi pourquoi             | 09                                                     | 71                                                     |                                                        |                                                        |
| 48e                  | 2003  | Nicola                        | Don't Break My Heart     | Anglais                                              | Ne me brise pas le cœur      | 10                                                     | 73                                                     |                                                        |                                                        |
| 49e                  | 2004  | Sanda Ladosi                  | I Admit                  | Anglais                                              | Je l'admets                  | 18                                                     | 18                                                     |                                                        |                                                        |
| 50e                  | 2005  | Luminița Anghel et Sistem     | Let Me Try               | Anglais                                              | Laisse-moi essayer           | 03                                                     | 158                                                    | 01                                                     | 235                                                    |
| 51e                  | 2006  | Mihai Trăistariu              | Tornerò                  | Anglais, italien                                     | Je reviendrai                | 04                                                     | 172                                                    |                                                        |                                                        |
| 52e                  | 2007  | Todomondo                     | Liubi, Liubi, I Love You | Anglais, italien, espagnol, russe, français, roumain | Amour, amour, je t'aime      | 13                                                     | 84                                                     |                                                        |                                                        |
| 53e                  | 2008  | Nico & Vlad                   | Pe-o margine de lume     | Roumain, italien                                     | En marge du monde            | 20                                                     | 45                                                     | 07                                                     | 94                                                     |
| 54e                  | 2009  | Elena Gheorghe                | The Balkan Girls         | Anglais                                              | Les filles des Balkans       | 19                                                     | 40                                                     | 09                                                     | 67                                                     |
| 55e                  | 2010  | Paula Seling et Ovi           | Playing with Fire        | Anglais                                              | En jouant avec le feu        | 03                                                     | 162                                                    | 04                                                     | 104                                                    |
| 56e                  | 2011  | Hotel FM                      | Change                   | Anglais                                              | Changer                      | 17                                                     | 77                                                     | 04                                                     | 111                                                    |
| 57e                  | 2012  | Mandinga                      | Zaleilah                 | Espagnol, anglais                                    | -                            | 12                                                     | 71                                                     | 03                                                     | 120                                                    |
| 58e                  | 2013  | Cezar                         | It's My Life             | Anglais                                              | C'est ma vie                 | 13                                                     | 65                                                     | 05                                                     | 83                                                     |
| 59e                  | 2014  | Paula Seling et Ovi           | Miracle                  | Anglais                                              | -                            | 12                                                     | 72                                                     | 02                                                     | 125                                                    |
| 60e                  | 2015  | Voltaj                        | De la capăt              | Roumain, anglais                                     | Une fois de plus             | 15                                                     | 35                                                     | 05                                                     | 89                                                     |
| 61e                  | 2016  | Ovidiu Anton                  | Moment of Silence        | Anglais                                              | Moment de silence            | Disqualification.                                      | Disqualification.                                      | Disqualification.                                      | Disqualification.                                      |
| 62e                  | 2017  | Ilinca et Alex Florea         | Yodel It!                | Anglais                                              | Dis le en yodlant !          | 07                                                     | 282                                                    | 06                                                     | 174                                                    |
| 63e                  | 2018  | The Humans                    | Goodbye                  | Anglais                                              | Au revoir                    |                                                        |                                                        | 11                                                     | 107                                                    |
| 64e                  | 2019  | Ester Peony                   | On a Sunday              | Anglais                                              | Un dimanche                  |                                                        |                                                        | 13                                                     | 71                                                     |
| 65e                  | 2020  | ROXEN                         | Alcohol You              | Anglais                                              | Alcoolise-toi                | Concours annulé à la suite de la pandémie de COVID-19. | Concours annulé à la suite de la pandémie de COVID-19. | Concours annulé à la suite de la pandémie de COVID-19. | Concours annulé à la suite de la pandémie de COVID-19. |
| 65e                  | 2021  | ROXEN                         | Amnesia                  | Anglais                                              | Amnésie                      |                                                        |                                                        | 12                                                     | 85                                                     |
| 66e                  | 2022  | WRS                           | Llámame                  | Anglais, espagnol                                    | Appelle-moi                  | 18                                                     | 65                                                     | 09                                                     | 118                                                    |
| 67e                  | 2023  | Theodor Andrei                | D.G.T. (Off and On)      | Roumain, anglais                                     | Allez (par intermittence)    |                                                        |                                                        | 15                                                     | 0                                                      |
| Retrait depuis 2024. |       |                               |                          |                                                      |                              |                                                        |                                                        |                                                        |                                                        |

- Première place
- Deuxième place
- Troisième place
- Dernière place

 Qualification automatique en finale
 Élimination en demi-finale

## Galerie

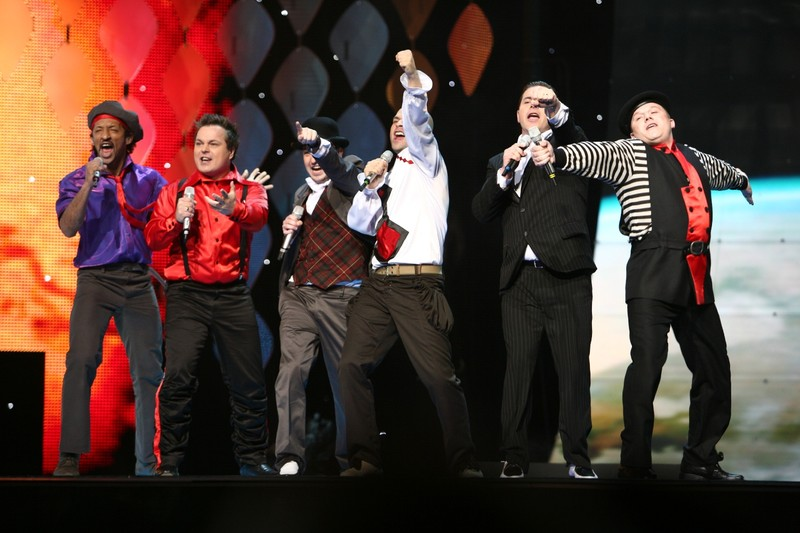
Todomondo à Helsinki (2007)
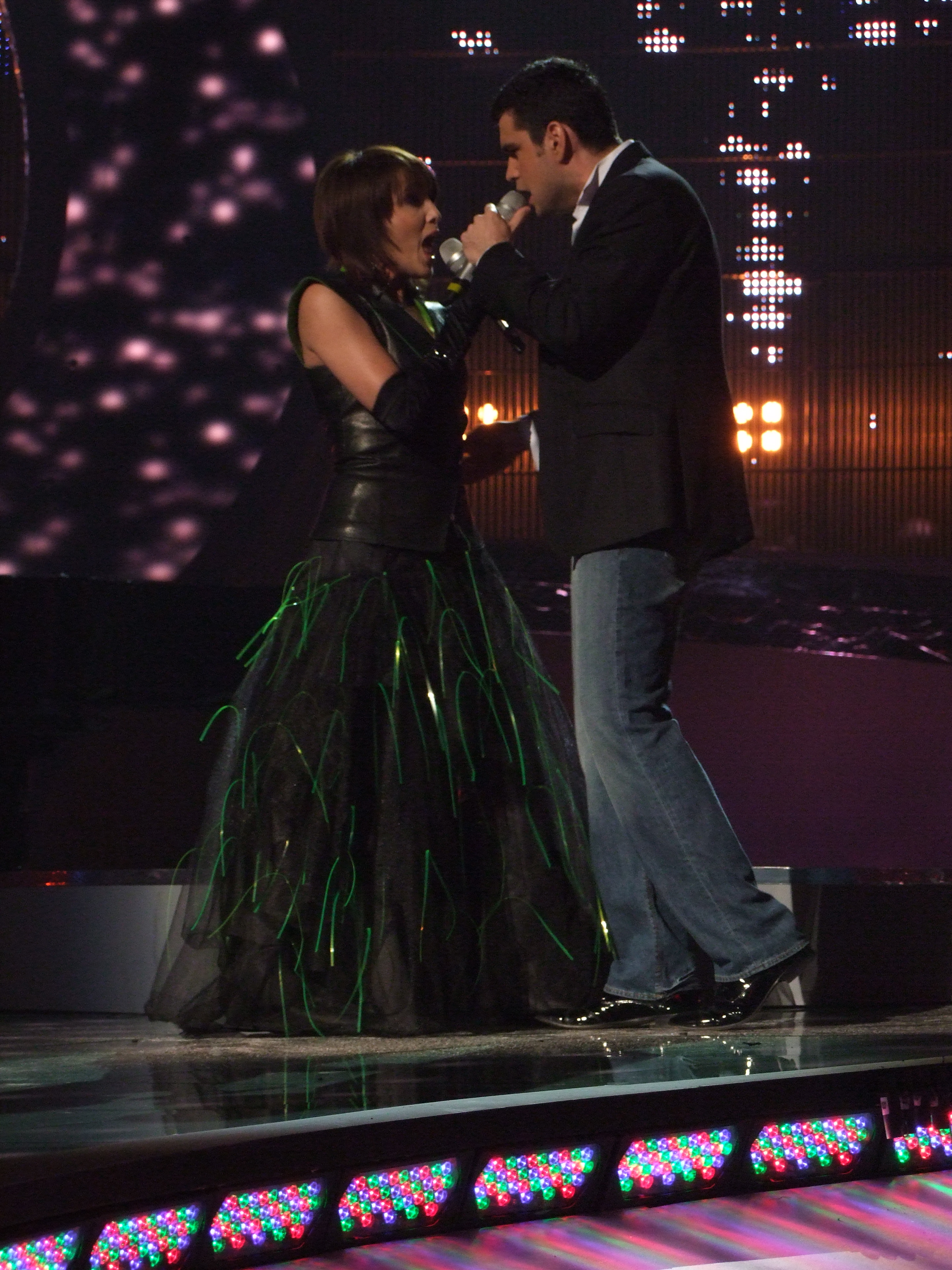
Nico & Vlad à Belgrade (2008)
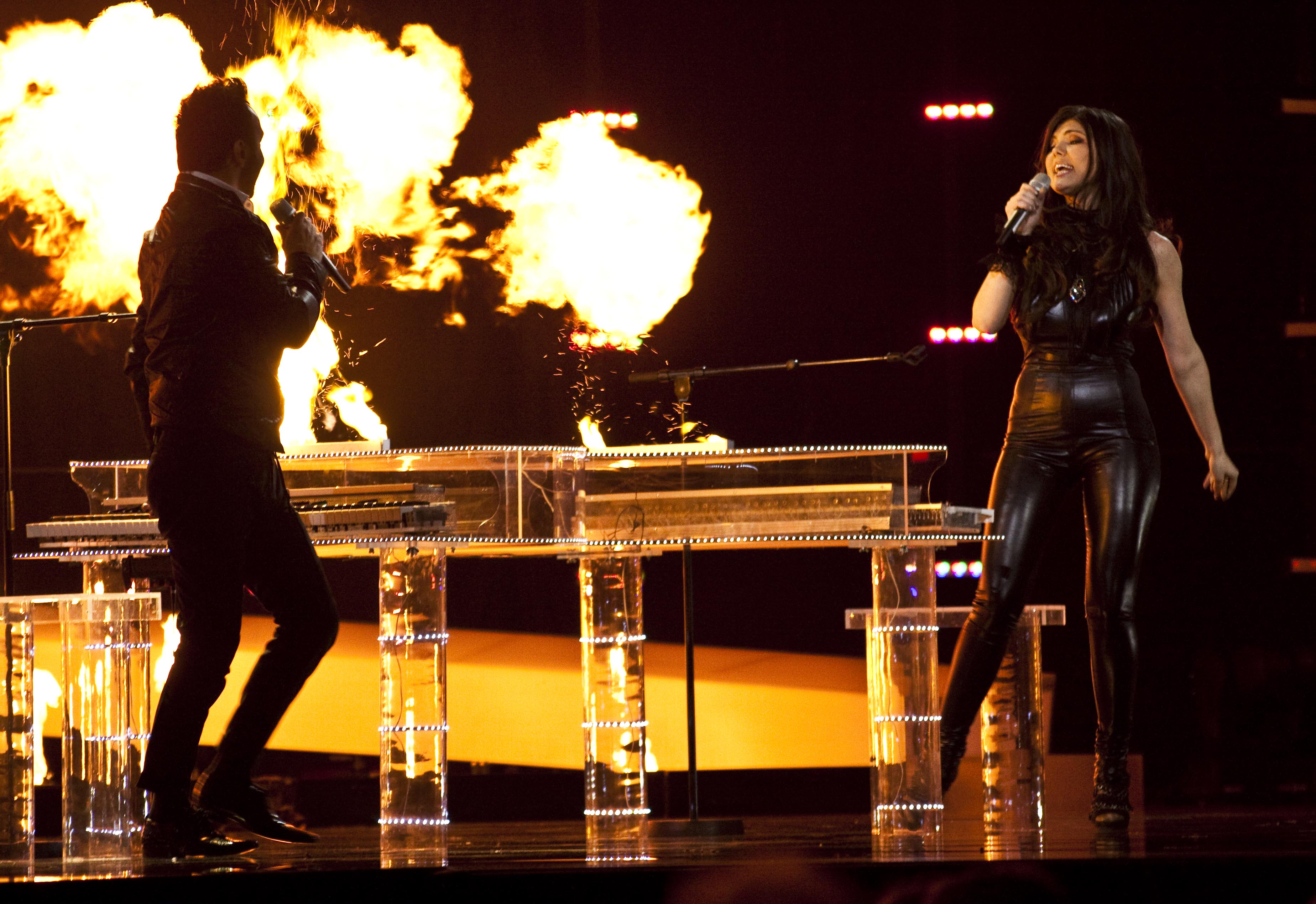
Ovi et Paula Seling à Oslo (2010)
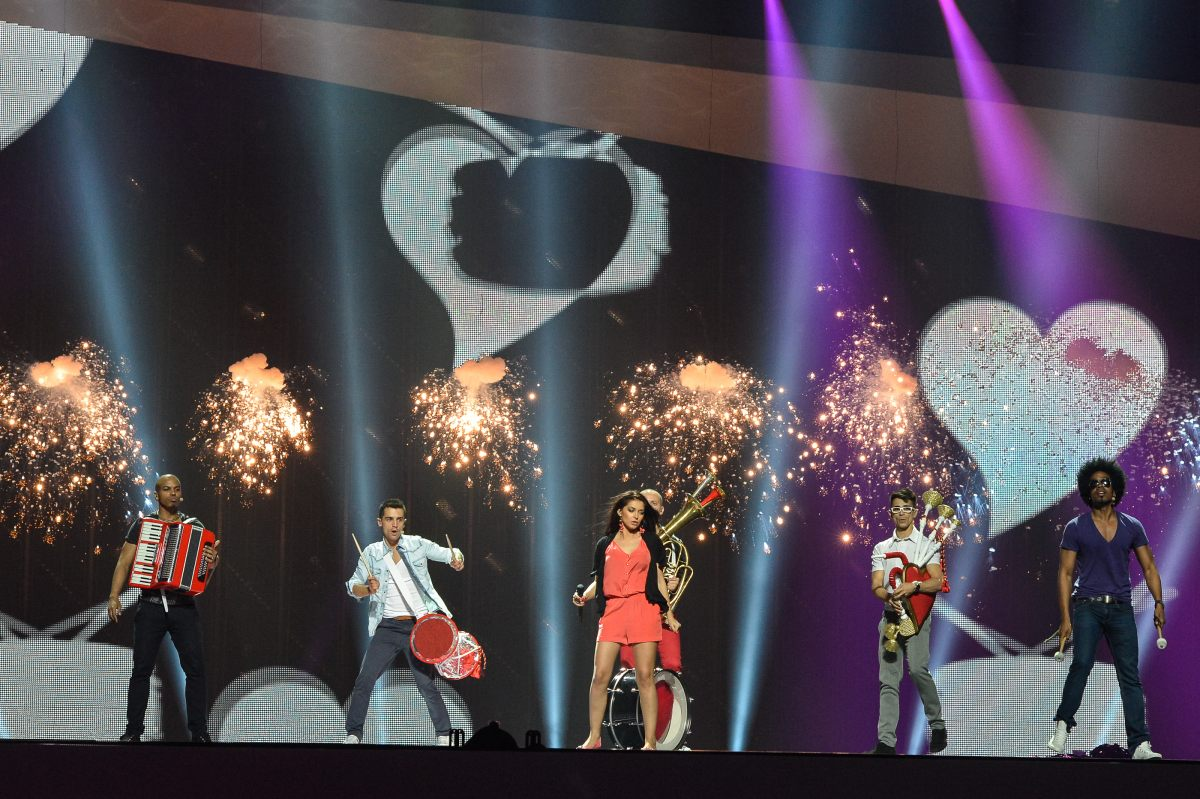
Mandinga à Bakou (2012)
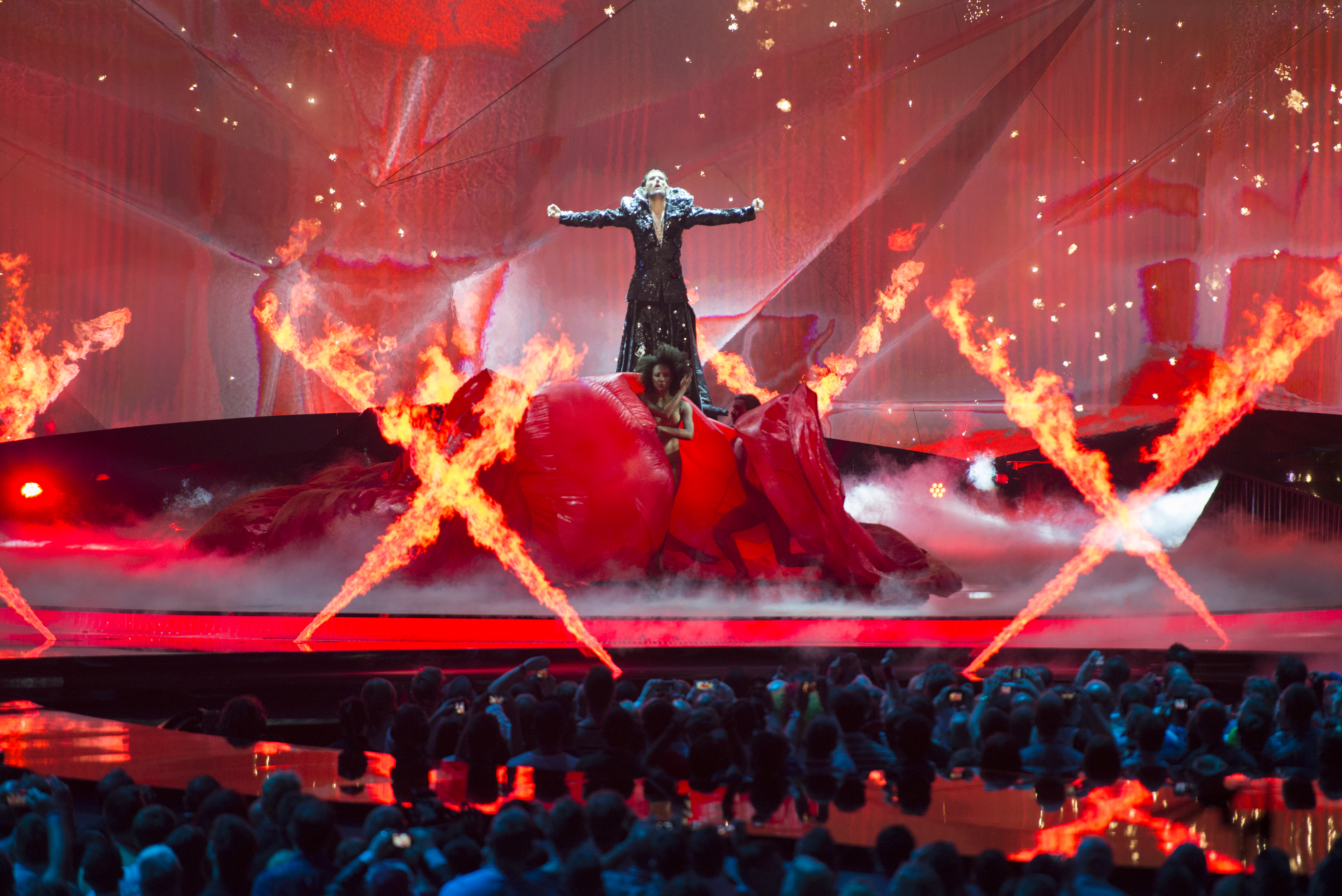
Cezar à Malmö (2013)
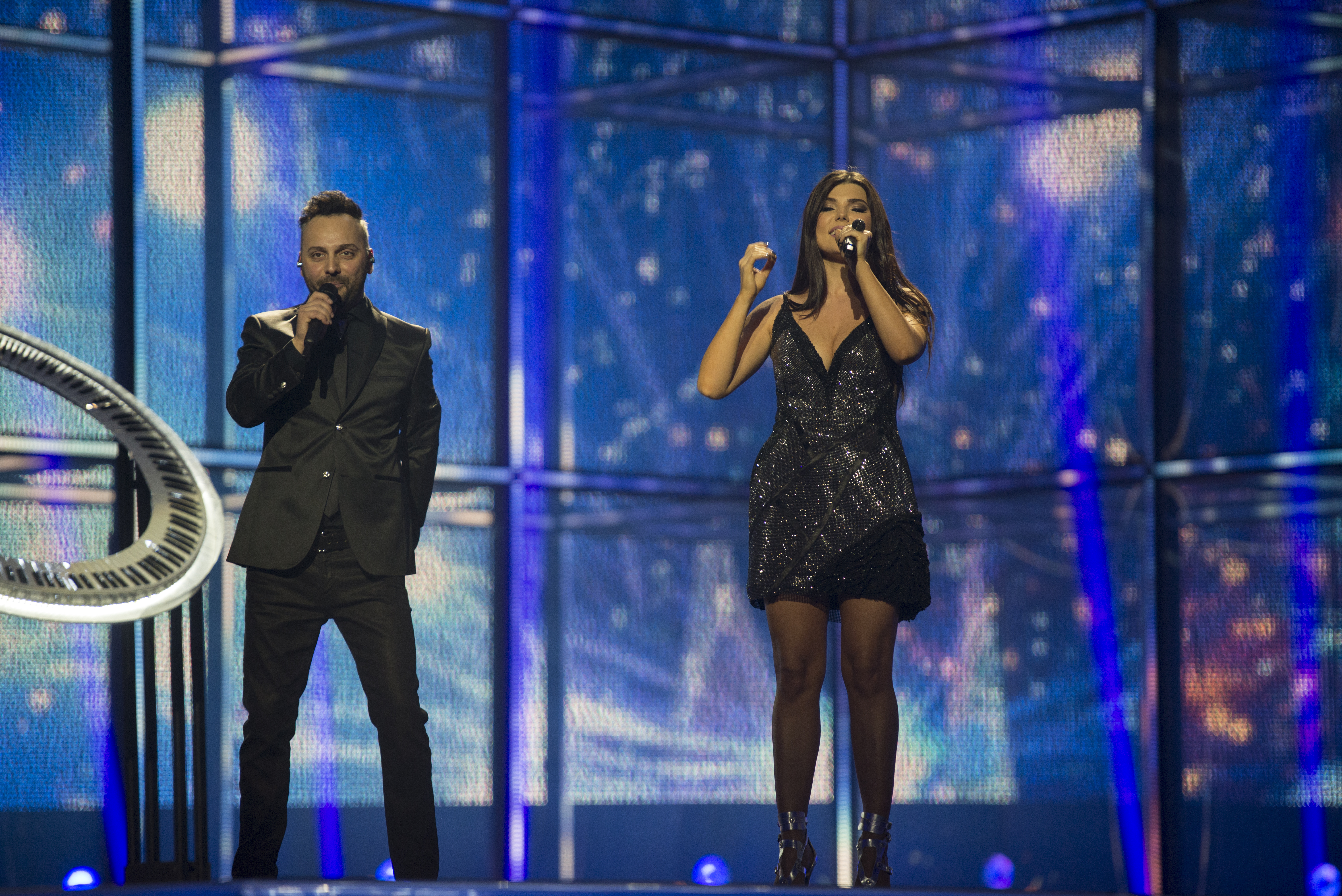
Ovi et Paula Seling à Copenhague (2014)
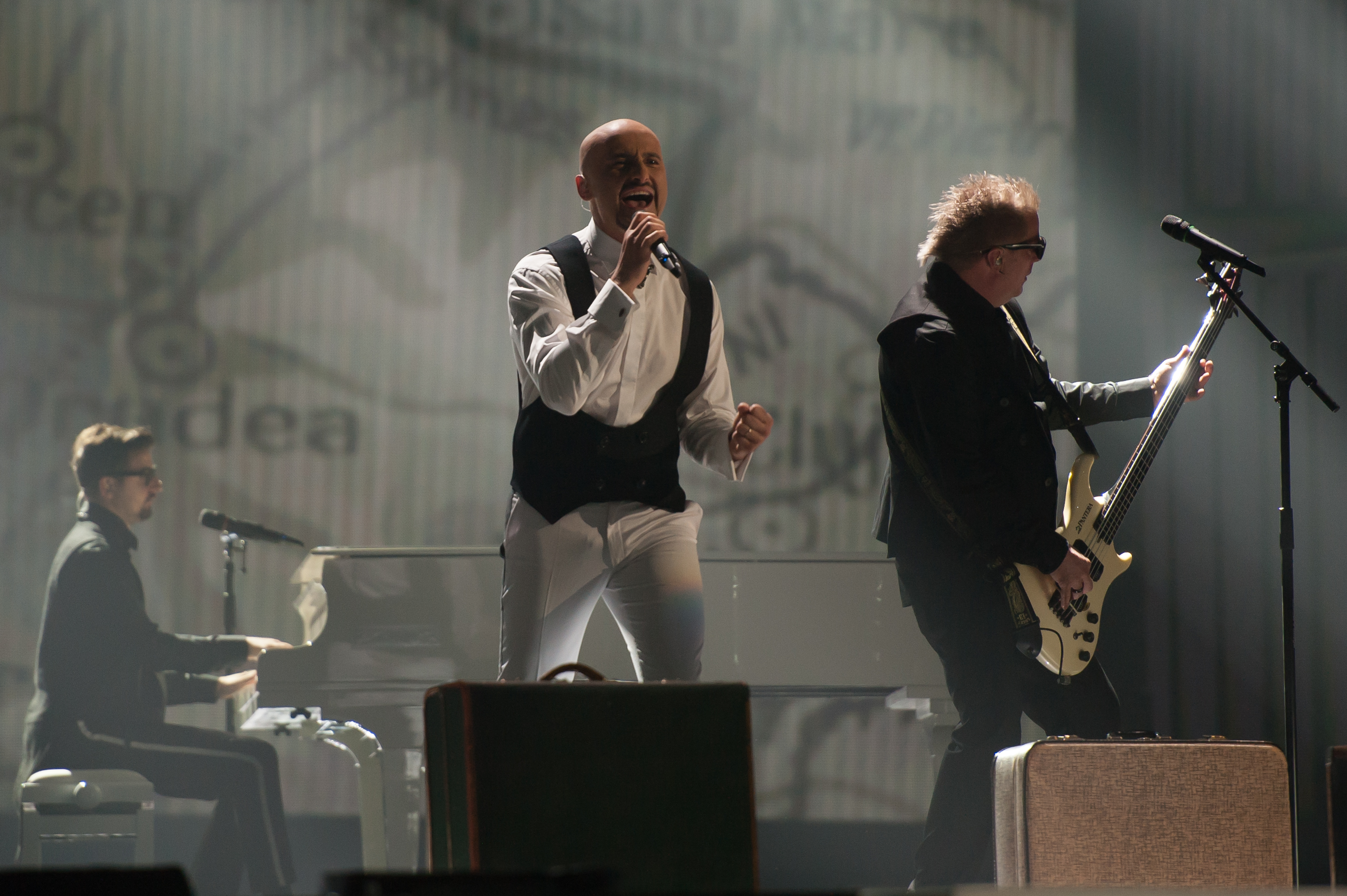
Voltaj à Vienne (2015)
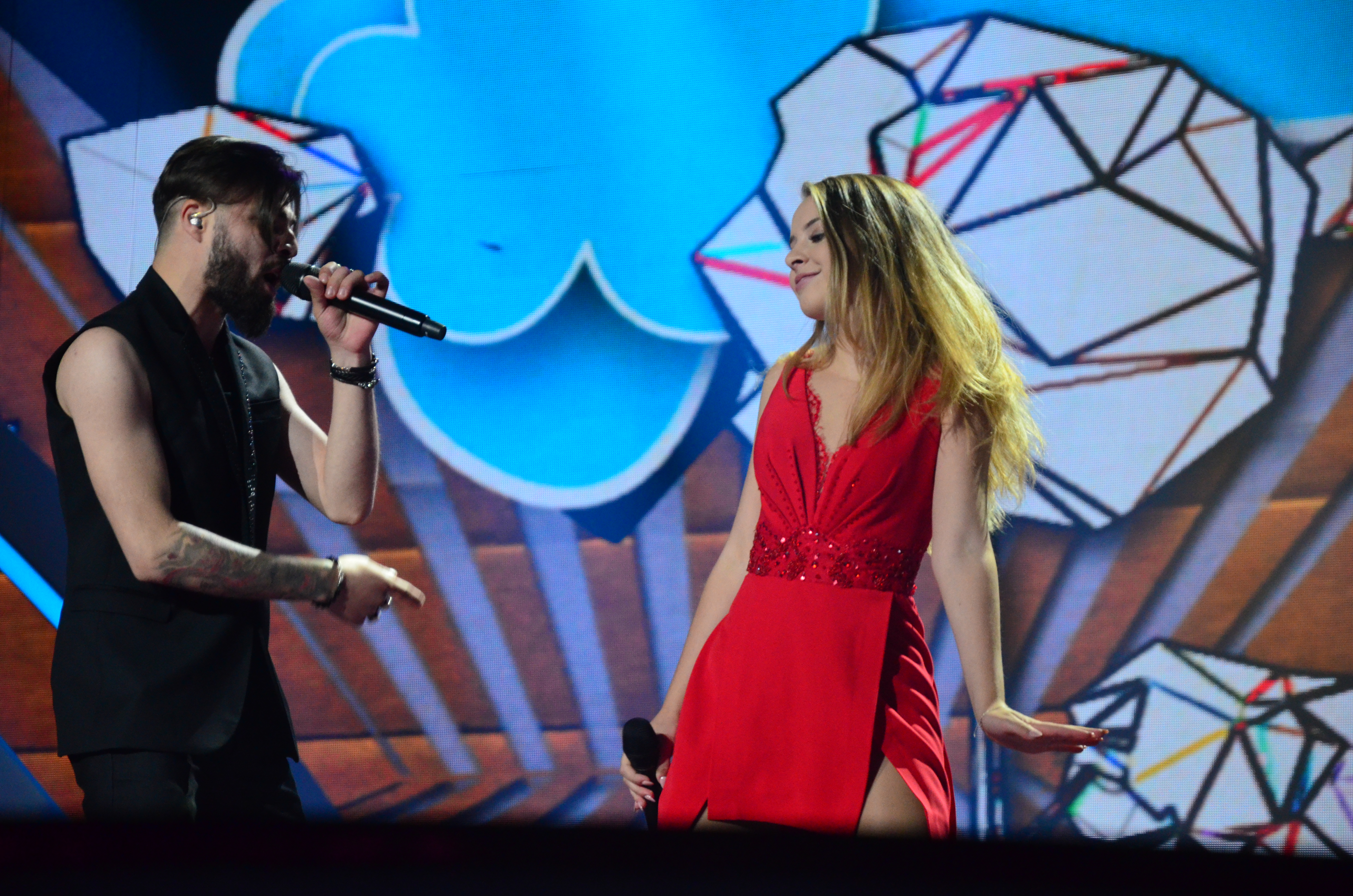
Ilinca & Alex Florea à Kiev (2017)
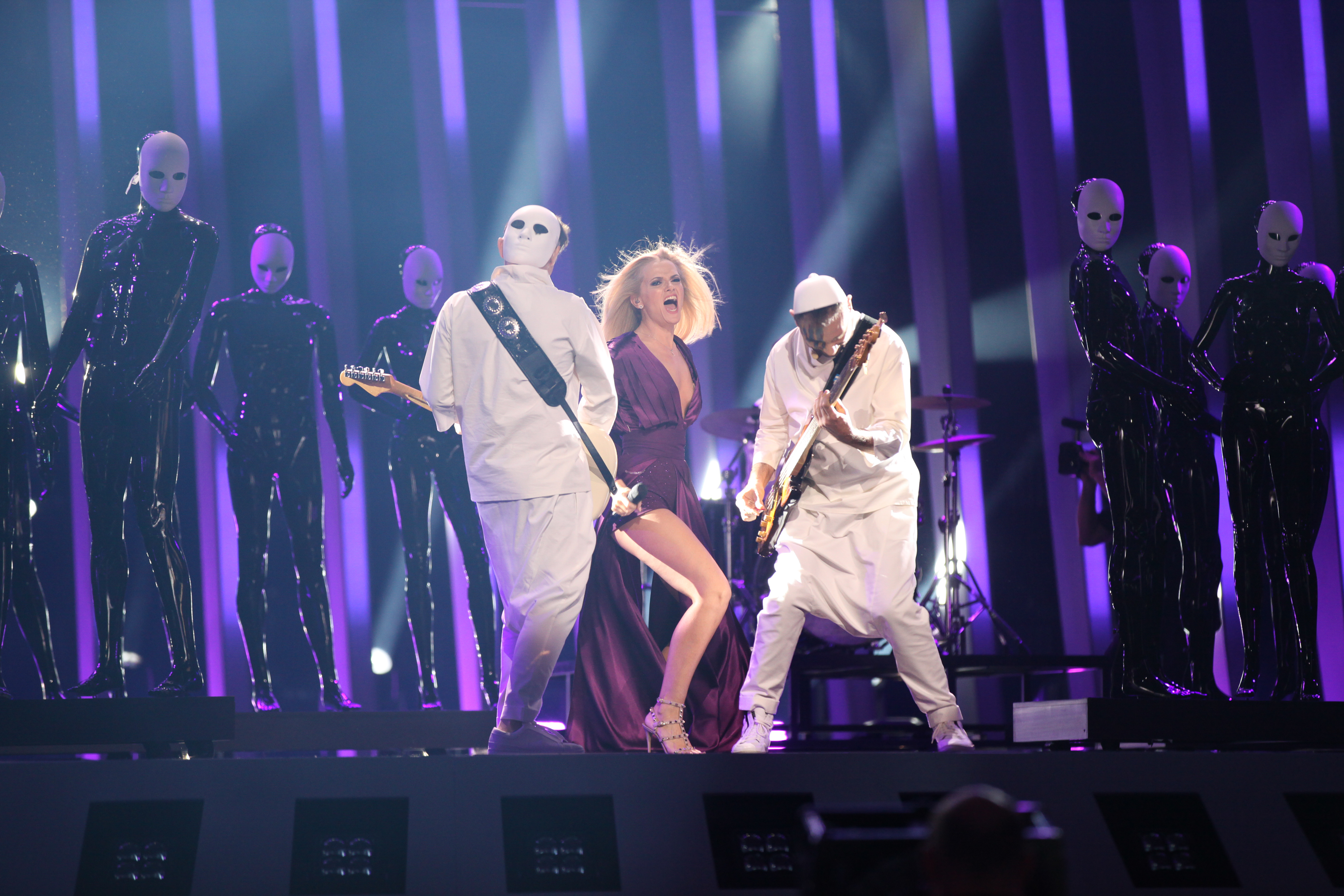
The Humans à Lisbonne (2018)
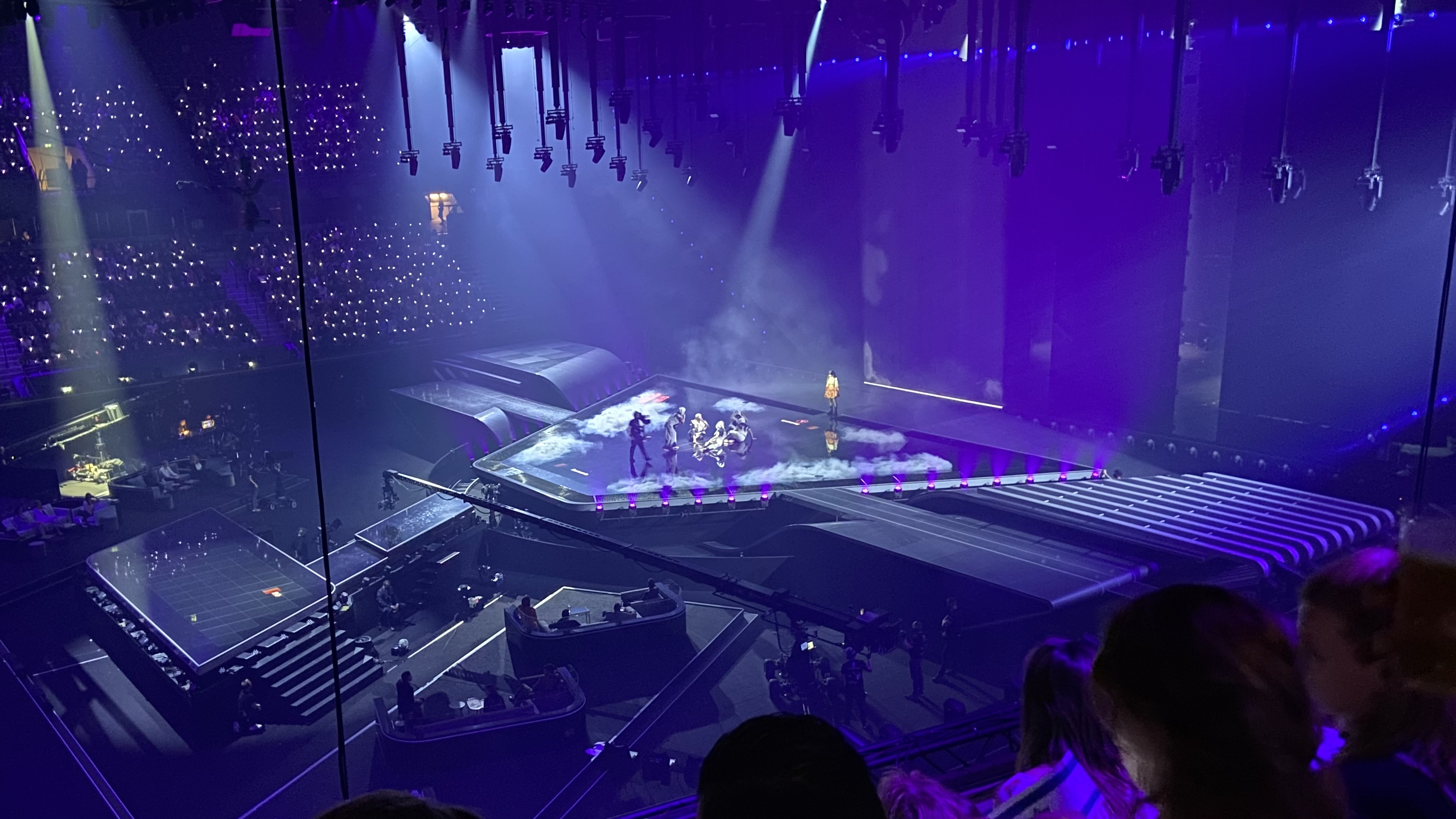
ROXEN à Rotterdam (2021)
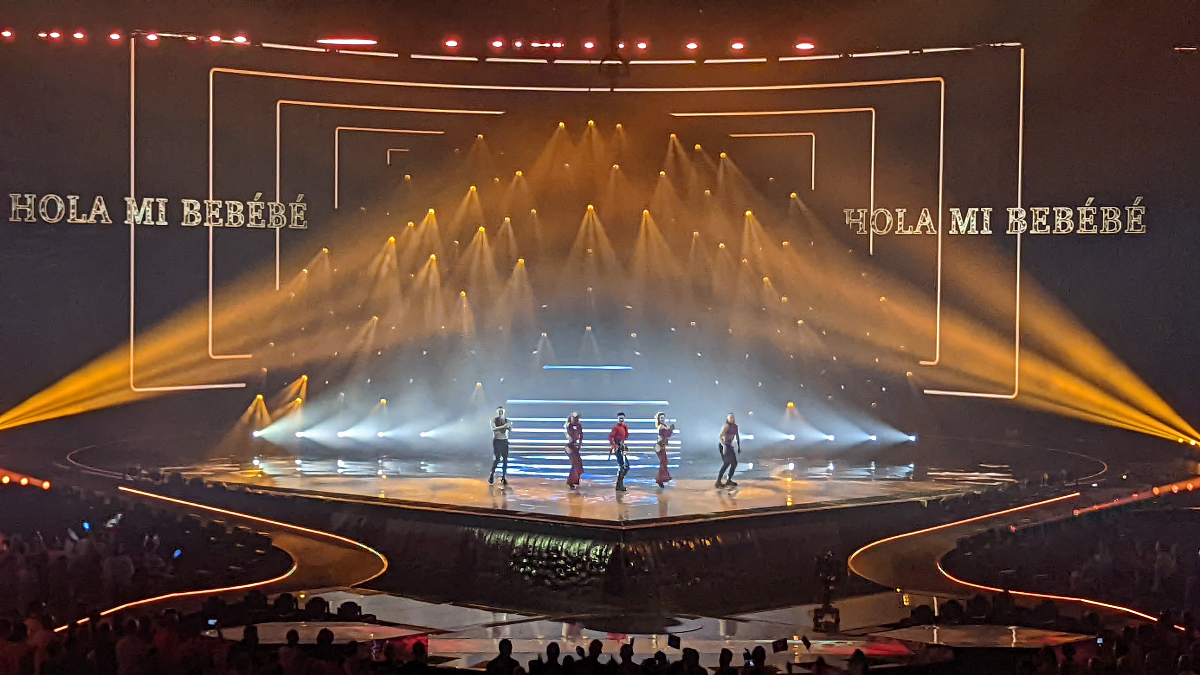
WRS à Turin (2022)
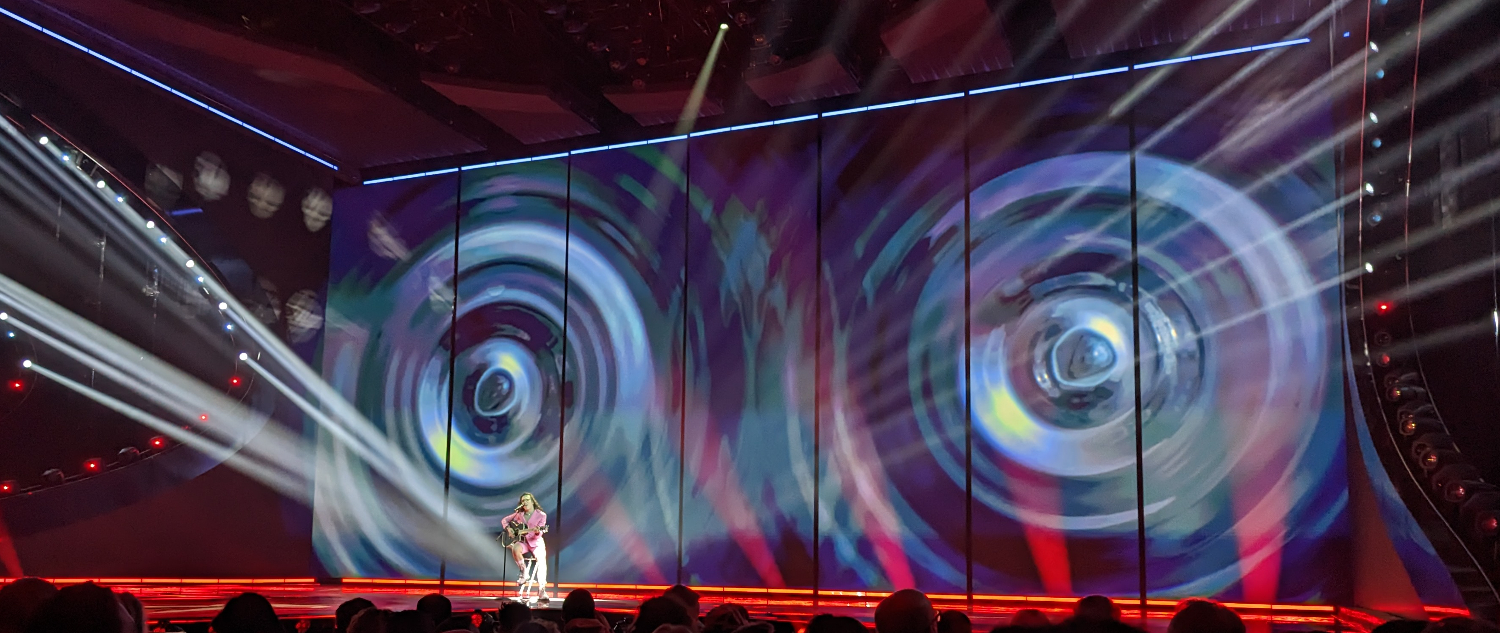
Theodor Andrei (2023)

## Chefs d'orchestre, commentateurs et porte-paroles
| Année            | Chef d'orchestre | Commentateur(s)                      | Porte-parole         |
| ---------------- | ---------------- | ------------------------------------ | -------------------- |
| 1994             | Noel Kelehan     | Gabriela Cristea                     | Cristina Topescu     |
| 1995, 1996, 1997 | relégation       | relégation                           | relégation           |
| 1998             | Adrian Romcescu  | Leonard Miron                        | Anca Țurcașiu        |
| 1999             | -                | Leonard Miron                        | relégation           |
| 2000             | -                | Leonard Miron                        | Andreea Marin Bănică |
| 2001             | -                | Leonard Miron & Andreea Marin Bănică | relégation           |
| 2002             | -                | Andreea Demirgian                    | Leonard Miron        |
| 2003             | -                | Andreea Demirgian                    | Leonard Miron        |
| 2004             | -                | Andreea Demirgian                    | Andreea Marin Bănică |
| 2005             | -                | Andreea Demirgian                    | Berti Barbera        |
| 2006             | -                | Andreea Demirgian                    | Andreea Marin Bănică |
| 2007             | -                | Andreea Demirgian                    | Andreea Marin Bănică |
| 2008             | -                | Andreea Demirgian & Leonard Miron    | Alina Sorescu        |
| 2009             | -                | Ioana Isopescu & Alexandru Nagy      | Alina Sorescu        |
| 2010             | -                | Leonard Miron & Gianina Corondan     | Malvina Cservenschi  |
| 2011             | -                | Liana Stanciu & Bogdan Pavlică       | Malvina Cservenschi  |
| 2012             | -                | Leonard Miron & Gianina Corondan     | Paula Seling         |
| 2013             | -                | Liana Stanciu                        | Sonia Argint-Ionescu |
| 2014             | -                | Bogdan Stănescu                      | Sonia Argint-Ionescu |
| 2015             | -                | Bogdan Stănescu                      | Sonia Argint-Ionescu |
| 2016             | -                | disqualification                     | disqualification     |
| 2017             | -                | Liana Stanciu & Radu Andrei Tudor    | Sonia Argint         |
| 2017             | -                | Liliana Ștefan & Radu Andrei Tudor   | Sonia Argint         |
| 2019             | -                | Liana Stanciu & Bogdan Stănescu      | Ilinca               |

## Historique de vote
Depuis 1994, la Roumanie a attribué en finale le plus de points à :
| Rang | Pays     | Points |
| ---- | -------- | ------ |
| 1    | Moldavie | 182    |
| 2    | Grèce    | 109    |
| 3    | Suède    | 101    |
| 4    | Russie   | 80     |
| 5    | Italie   | 79     |
| 6    | Turquie  | 70     |
| 7    | Hongrie  | 67     |
| 8    | Ukraine  | 65     |
| 9    | Espagne  | 57     |
| 10   | Israël   | 50     |

Depuis 1994, la Roumanie a reçu en finale le plus de points de la part de :
| Rang | Pays     | Points |
| ---- | -------- | ------ |
| 1    | Moldavie | 159    |
| 2    | Espagne  | 142    |
| 3    | Israël   | 96     |
| 4    | Grèce    | 69     |
| 5    | Portugal | 65     |
| 6    | Malte    | 63     |
| 7    | Chypre   | 61     |
| 8    | Irlande  | 56     |
| 9    | France   | 45     |
| 10   | Italie   | 43     |